# Клещеле
Клещеле, Клещели (пол. Kleszczele, укр. Кліщелі, бел. Кляшчэлі)  —  город  в Польше, входит в Подляское воеводство,  Хайнувский повят.  Имеет статус городско-сельской гмины. Занимает площадь 46,71 км². Население — 1473 человека (на 2004 год).
В 1940—1945 годах городской посёлок Клещели был центром Клещельского района Брестской области Белорусской ССР. 16 августа 1945 года передан Польше.